# Eoreuma morbidellus
Eoreuma morbidellus là một loài bướm đêm trong họ Crambidae.